# Huashuyan
Huashuyan (kinesiska: 桦树墕, 桦树墕乡) är en socken i Kina. Den ligger i den autonoma regionen Inre Mongoliet, i den norra delen av landet, omkring 110 kilometer söder om regionhuvudstaden Hohhot.
Genomsnittlig årsnederbörd är 700 millimeter. Den regnigaste månaden är juli, med i genomsnitt 201 mm nederbörd, och den torraste är december, med 2 mm nederbörd.